# Campo di internamento di Tossicia
Il Campo di internamento di Tossicia, in provincia di Teramo, è stato uno dei numerosi campi di internamento istituiti dal governo fascista in seguito all'entrata dell'Italia nella seconda guerra mondiale, per rinchiudervi persone di etnie non desiderate, stranieri e oppositori antifascisti. Il campo è stato attivo dall'agosto 1940 fino al 1944.
Il campo nacque per imprigionare i rom provenienti da Postumia, per epurare l'Istria dai gruppi di etnia rom e sinti, nonché per internare cinesi e slavi, similmente al pre-esistente campo di Gonars, in provincia di Udine. 
Nel 1940-41 furono anche ospitati al campo almeno 28 profughi ebrei stranieri di nazionalità tedesca, austriaca o polacca, provenienti perlopiù dal campo di internamento di Manfredonia; si trattò solo di una sistemazione provvisoria prima del trasferimento ad altra località, che per la maggior parte di loro fu il campo di internamento di Civitella del Tronto. Nessun ebreo risulta presente al campo di Tossicia nell'estate del 1943 o nel periodo dell'occupazione tedesca. I 12 ex-internati ebrei del campo, che furono deportati e uccisi ad Auschwitz, furono tutti arrestati in altra località. 
Il campo era suddiviso tra largo Belvedere e piazza Umberto I, negli edifici noti come casa Mirti, casa Fabii e casa De Marco, con una capienza totale di 115 posti, divisi nei tre diversi fabbricati. All'ingresso di questi fabbricati venne impressa l'effigie di Benito Mussolini, ancora oggi visibile su alcuni di essi.
Il direttore del campo fu il podestà di Tossicia, Nicola Palumbi.